# Ụ
Das Ụ (kleingeschrieben ụ) ist ein Buchstabe des lateinischen Schriftsystems. Er besteht aus einem U mit Unterpunktakzent.
Im Igbo wird das Ụ für einen gerundeten zentralisierten fast geschlossenen Hinterzungenvokal verwendet, der einem deutschen kurzen U entspricht (IPA: ʊ). Der Buchstabe wird auch in der vietnamesischen Sprache verwendet, wo er den Buchstaben U im sechsten Ton (tief gebrochen) darstellt. Ferner ist der Buchstabe nach ISO 11940 die Transliteration des Thai-Vokalzeichens  ึ.

## Darstellung auf dem Computer
Unicode enthält das Ụ an den Codepunkten U+1EE4 (Großbuchstabe) und U+1EE5 (Kleinbuchstabe).